# Lucy Davis (ginete)
Lucy Davis (Los Angeles, 22 de outubro de 1992) é uma ginete de elite estadunidense, especialista em saltos, medalhista olímpica por equipes em 2016.

## Carreira
Davis conquistou a medalha de prata na competição de saltos por equipes nos Jogos Olímpicos de 2016, montando Barron, ao lado de McLain Ward, Kent Farrington e Elizabeth Madden.